# Pieter van Musschenbroek
Pieter van Musschenbroek (Leiden, 14 de març del 1692 – 19 de setembre del 1761), fou un metge, matemàtic, físic i astrònom neerlandès conegut per la seva contribució a la invenció de l'ampolla de Leiden, precursora dels condensadors actuals.

## Biografia
Va néixer dins d'una família d'òptics, va estudiar i exercir la medicina, el 1718 obté el doctorat. Durant una estada a Londres va llegir Jean Théophile Désaguliers i Isaac Newton cosa que tindria una gran influència en la seva trajectòria científica. El 1719 finalitza els seus estudis de filosofia i marxa a Duisburg on seria professor de matemàtiques, filosofia i medicina a la Universitat entre 1719 i 1723, durant aquest temps va mantenir contactes i una correspondència constant amb Daniel Gabriel Fahrenheit. El 1723 esdevé professor a la Universitat d'Utrecht.
Primer va exercir la medicina, després va ser successivament professor de filosofia, matemàtiques i medicina a Duisburg, Utrecht.
Va ser estudiant i amic de la Gravesande de Willem Jacob.
Es va interessar per la meteorologia i va ser un dels primers a introduir símbols per designar els fenòmens meteorològics en els seus estudis realitzats a Utrecht i publicats el 1728 Aquesta primera sèrie de símbols serà recollida i enriquida per Johann Lambert (1728-1777) i va ser utilitzada per la xarxa de la Palatine Meteorological Society, una de les primeres xarxes de mesura meteorològica (1781-1792)
Mentre Réaumur va intentar millorar la qualitat del ferro colat provant la resistència a la tracció dels cables metàl·lics, Musschenbroek va intentar mesurar directament la resistència de les mostres en forma de barres. Per fer-ho, necessitava implementar forces de tracció augmentades, cosa que va aconseguir aprofitant les propietats de la palanca. La màquina que va construir per als seus estudis reològics es descriu a les seves Dissertationes de 1729. Va mesurar la resistència de diverses espècies de fusta i de diverses pedres i metalls, registrant els resultats a les seves Institutiones el 1734. Va destacar la diferència de resistència dels materials en tracció i compressió Aquest llibre, traduït al francès l’any 1751, va tenir una influència considerable sobre els enginyers i en particular sobre Coulomb, que es va emportar aquest llibre amb ell quan va marxar en missió a Martinica. Les mesures de Musschenbroek van ser criticades per Buffon perquè només utilitzava barres de secció reduïda, encara que ja no fossin cables. Mesurant la ruptura de les barres en flexió, Buffon simplement va assenyalar que la resistència de la fusta de la mateixa espècie és molt variable i augmenta aproximadament amb la densitat.
Musschenbroek va continuar el treball d’Amontons sobre la fricció i va destacar la influència de la superfície de contacte. Va cridar l'atenció sobre la rigidesa de les cordes, un fenomen perillós i paradoxal observat a bord de velers sobre les politges. L'abat Bossut va continuar investigant sobre aquest problema i Coulomb va proposar una fórmula que explicava les observacions.
El 1739 retorna a Leiden com a professor de la seva Universitat. Va ser membre de les Acadèmies de Ciències de París, Londres, Montpeller, Berlín i Estocolm.
El 1746, va inventar, en col·laboració amb el seu alumne Andreas Cunaeus, l'ampolla de Leyden, precursora del condensador elèctric. Durant els seus experiments sobre electricitat estàtica, va observar que els objectes carregats elèctricament a l'aire perdien la seva càrrega. Com a resultat, va utilitzar una ampolla de vidre per aconseguir l'emmagatzematge de la càrrega elèctrica. L'elecció d'una ampolla no és sorprenent, perquè en aquella època es creia que l'electricitat era un fluid invisible que fluïa d'un lloc a un altre. Per tant, una ampolla era una manera adequada d'estalviar-ho líquid. Posteriorment, es va trobar que el físic alemany Ewald Georg von Kleist havia fet una invenció semblant, experimentada l’11 d’octubre de 1745 i publicada després el 1746, però pràcticament desconeguda fora d'Alemanya.
Pieter Van Musschenbroeck va ser probablement la primera persona a patir una electrocució no letal. Al seu amic René-Antoine Ferchault de Réaumur va escriure el 1746: «De sobte, la meva mà dreta va començar a tremolar violentament i tot el meu cos tremolava com l'amor a primera vista, la primera trobada».
El 1754 va ser nomenat professor honorari de la de Sant Petersburg.
A través de les seves lliçons, els seus descobriments i la seva obra escrita va influir decisivament a la difusió de la filosofia experimental i les idees de Newton a Holanda i a Europa. És conegut especialment pels descobriment del precursor dels actuals condensadors, l'ampolla de Leiden, però el seu treball també fou rellevant en el camp de l'electricitat, el magnetisme, la capil·laritat i la mesura de la temperatura. També va estudiar la resistència a la tracció i a la compressió dels materials i els seus treballs al respecte van tenir una influència notable entre els enginyers a través de les seves publicacions. Tanmateix les seves mesures serien rebatudes més tard per Georges-Louis Leclerc.
Musschenbroek es va interessar en l'electroestàtica i va estudiar els efectes del fregament i l'electrificació posant en evidència la influència de les superfícies de contacte. En aquell temps era possible produir electricitat amb els generadors electroestàtics però no es podia emmagatzemar. Musschenbroek i el seu estudiant Andreas Cunaeus van descobrir que era possible guardar una certa quantitat d'energia en forma de càrrega elèctrica a una ampolla de vidre amb aigua recoberta de metall i amb un elèctrode en contacte amb l'aigua. I que aquesta energia emmagatzemada podia ser recuperada en tancar el circuit entre l'elèctrode que eixia de l'interior i la part metàl·lica exterior de l'ampolla, originalment la seva mà. Va comunicar la seva descoberta a René Réaumur el gener del 1746, però seria Jean-Antoine Nollet qui en traduir al llatí les observacions de Musschenbroek donaria el nom d'ampolla de Leiden que ha arribat a nosaltres, en detriment del d'ampolla de Kleist que va utilitzar el primer descobridor, Ewald Georg von Kleist

Musschenbroek va ser corresponsal de les acadèmies de ciències de París, Berlín, Sant Petersburg, Londres, Estocolm, etc.

Instruments de mesura
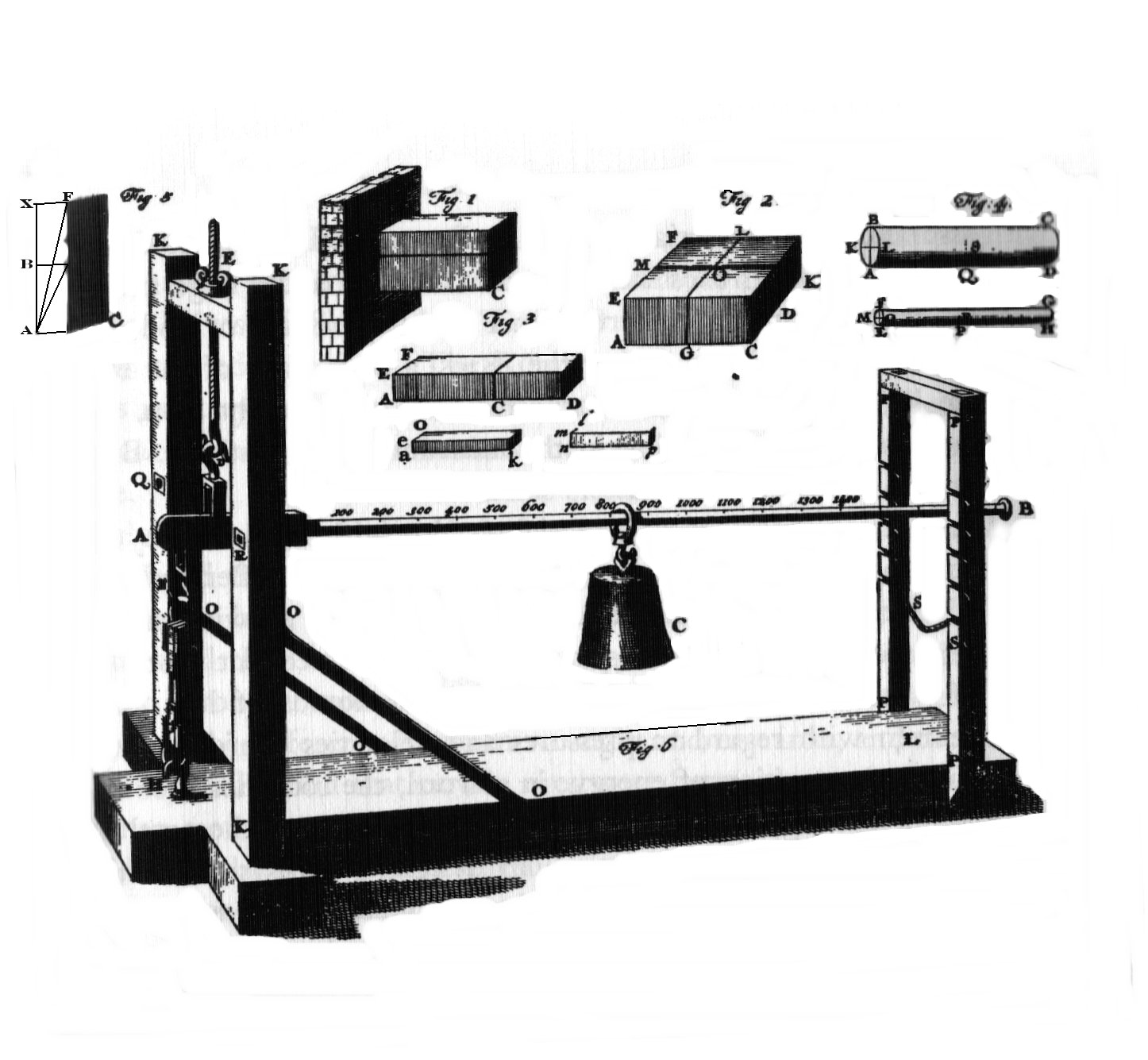
Banc de tracció per a provar la resistència dels materials, (1729)
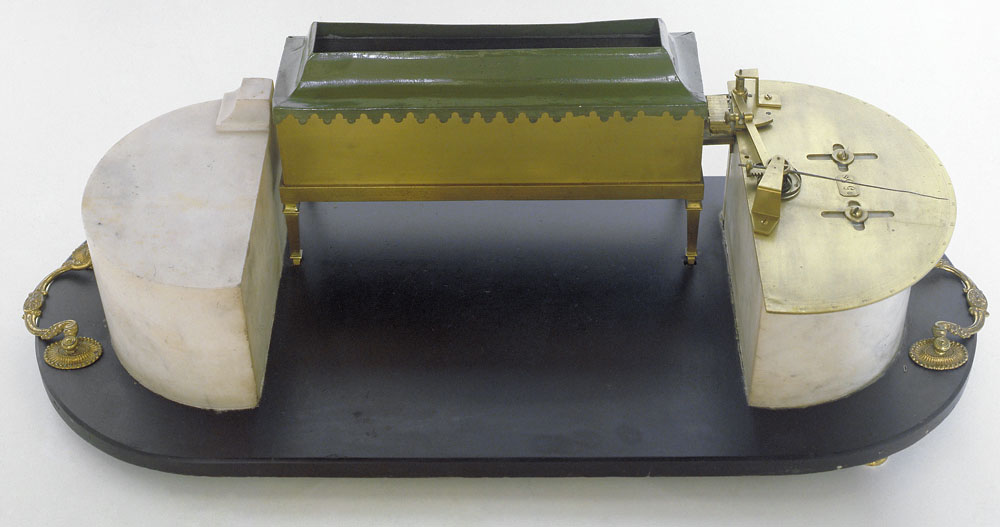
Piròmetre o dilatòmetre, (1731), Museu Galileu, Florència
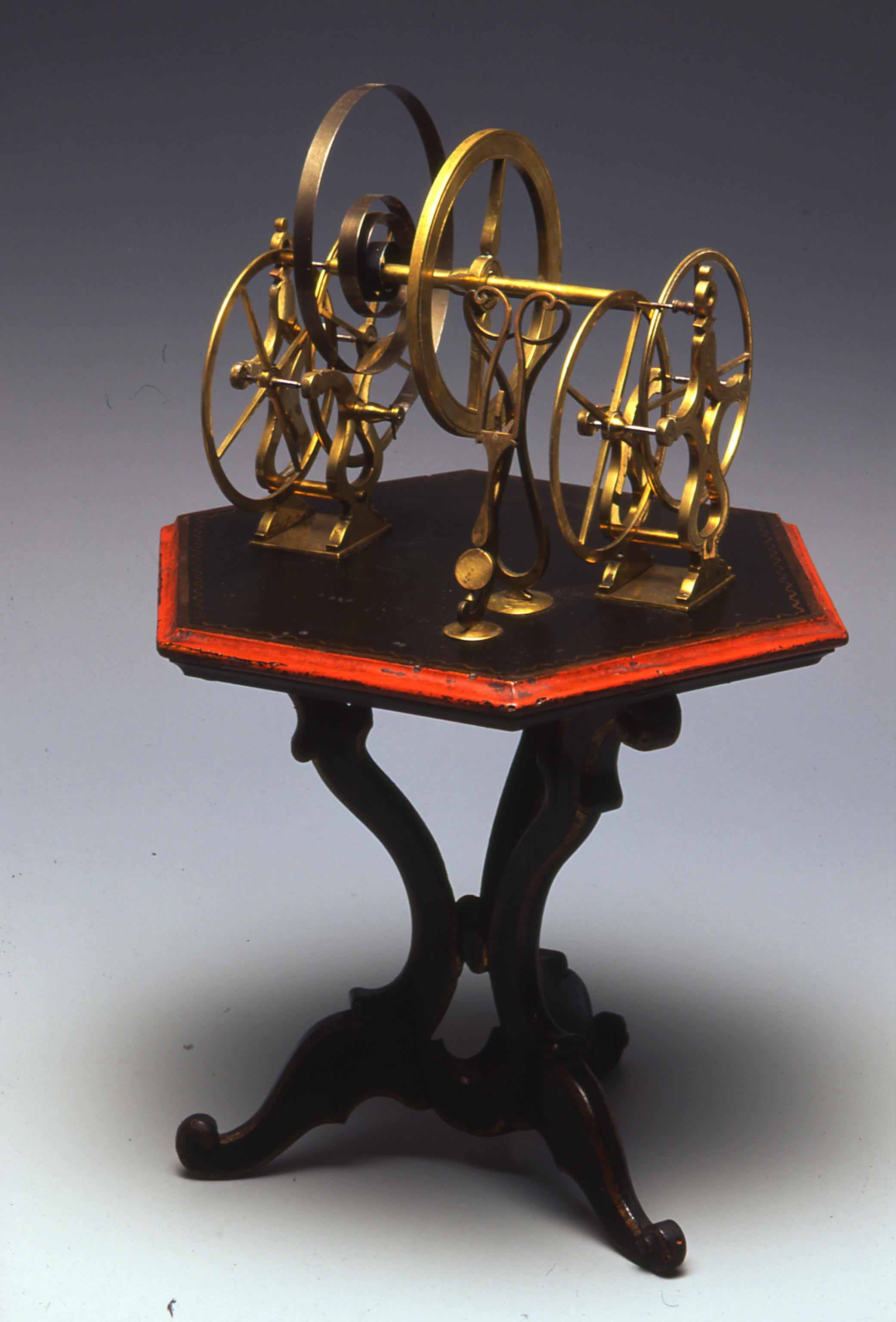
Tribòmetre, Antiga col·lecció de Jean Antoine Nollet(1742)

## Publicacions
- De certa methodo philosophiæ experimentalis, 1723. Un discurs;
- Elementa Physica, 1726, reimprès el 1762 amb el títol Introductio ad philosophiam naturorum;[6]
- Dissertationes physicae experimentalis et geometricae de magnete (1729) ;
- De methodo instituendi experimenta physices, 1730;
- Tentamina experimentórum naturalium in Accademia del Cimento[7] (1731);
- Institutiones physicæ, 1734);
- Æris praestantia in humoribus corporis humani (1739);
- Institutiones logicæ (1764).
- El 1760 Musschenbroek va decidir publicar una obra més completa, en particular pel que fa a l'electricitat. Atesa la seva mort l’any 1761, la nova edició ha estar acabada pel seu deixeble Jean Lulofs}, i va aparèixer en dos volums l'any 1762 sota el títol d’Introductio ad philosophiam naturalem;[8]
  - El 1769, l'obra va ser de nou traduïda al francès en tres volums per Joseph-Aignan Sigaud de Lafond: volum 1,[9] volum 2,[10] Volum 3,.[11] Aquest treball alimentarà en gran part els autors de l'Enciclopèdia;

## Llegat
- Un asteroide del cinturó principal, descobert el 3 maig 1997 porta el seu nom: el (12491) Musschenbroek.
- Molts carrers porten el seu nom als Països Baixos, a Amsterdam, Apeldoorn, Eindhoven, Heerlen, La Haia, Leiden, Utrecht, Zandvoort, etc...
- Una espècie de Loris porta el seu nom: Lori de Musschenbroek (Neopsittacus musschenbroekii).